# Marsalforn
Marsalforn kis halászfalu Málta Għawdex (Gozo) szigetének északi partján a Marsalforn-öbölben. Közigazgatásilag Żebbuġ helyi tanácsához tartozik. Neve a marsa (kikötő) és forn (kemence) vagy lifurna (egy hajótípus) szavakból származik. Címere kék pajzs arany szegéllyel, rajta a Szent Pálra utaló kardra tekeredő kígyó. Az egykor a "dombok öble"-ként is emlegetett terület jellegét teljesen megváltoztatták a dombokat elborító szállodák.

## Története

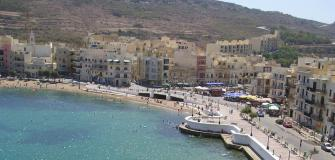
A tengerparti sétány

Az egyik hagyomány szerint Szent Pál innen indult tovább Rómába. Gozói legendák szerint a kalózok is használták kikötőhelyül. Az 1610-es években aztán Alof de Wignacourt nagymester őrtornyot építtetett az öböl fölött, ezzel biztonságossá tette a kikötőt. 1643-ban felmerült, hogy a Citadella helyett itt építsenek erődített várost Gozo számára, ám az építkezés költségeit nem sikerült összegyűjteni, így a tervből semmi nem lett. Az 1667-es összeírásban Marsailfurno néven szerepel, 11 háztartásban 55 lakosa volt. 1716-ban a Wignacourt-torony a tengerbe omlott, ezért Ramón de Perellos nagymester 1720-ban újat építtetett, a tengertől távolabb. Brichelot és Bremond térképe 1718-ban csak az öblöt tünteti fel Cala Mazaforna néven. A 17. századig Gozo legfőbb kikötője volt Szicília felé, ám Mġarr fejlesztésével lassan elvesztette a jelentőségét. Mára a halászok is kiszorultak Il-Menqa mesterséges kikötőjébe.
Az egykori halászfalu ma a sziget leghíresebb nyári üdülőhelye, Gozo egyik ismert merülőhelye, és kevés homokos tengerpartjának egyike. Nyáron tömegek jönnek ide pihenni, a helyiek ilyenkor kiszorulnak Qbajjar és Xwejni öbleibe, télen viszont szinte kihalt. Ennek ellenére évről évre újabb lakóépületek emelkednek, már a környező dombokon is. A turistákat bárok, éttermek és diszkó is várják.

## Közigazgatás
2010. március 27-én a község saját öttagú mini-tanácsot választott, ami részleges önállóságot jelent.

## Nevezetességei

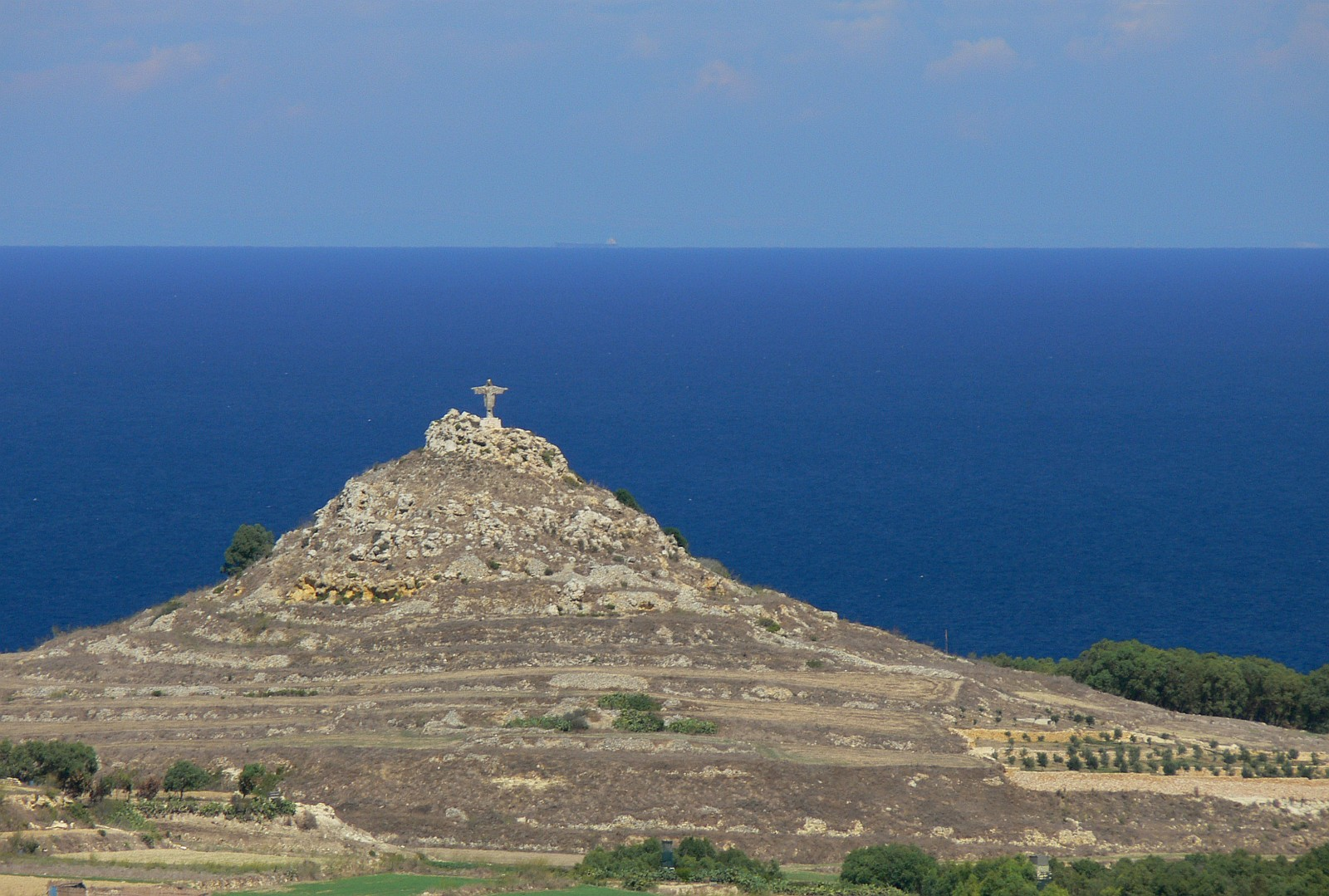
Tas-Salvatur dombja a Citadellából

- Szent Pál-templom: eredetileg a 14. században épült, a mai épület alapkövet 1730-ban tették le
- Tas-Salvatur (eredetileg Il-Merżuq) dombja a Megváltó Jézus szobrával: 1901-ben keresztet emeltek a dombon, majd három év múlva egy szobor került a helyére. Ezt 1965-ben kőből, majd egy nagy vihart követően 1973-ban betonból pótolták.
- Szép útvonalak kötik össze Żebbuġ faluval, és Qbajjar és Xwejni öbleivel.
- Sólepárlók (Salt pans): Xwejni és Qbajjar partjain különböző korokból származó sólepárló medencék láthatók, a Xwejniben lévőket ma is használják, így azokat tilos megközelíteni!
- Qolla il-Bajda (Qbajjar Tower): valójában egy üteg, nem torony. 1715-16-ban építették a Qbajjar és Xwejni közti félszigeten.
- Marsalfornhoz kötődik A zátonyra futott hajó és a Török rajtaütés legendája[5]

## Közlekedés
Autóval megközelíthető Rabat, Xagħra és Żebbuġ felől. Buszjáratai:
- 310 (Rabat-Marsalforn)
- 322 (Marsalforn-Mġarr)